# Rafał Sznajder

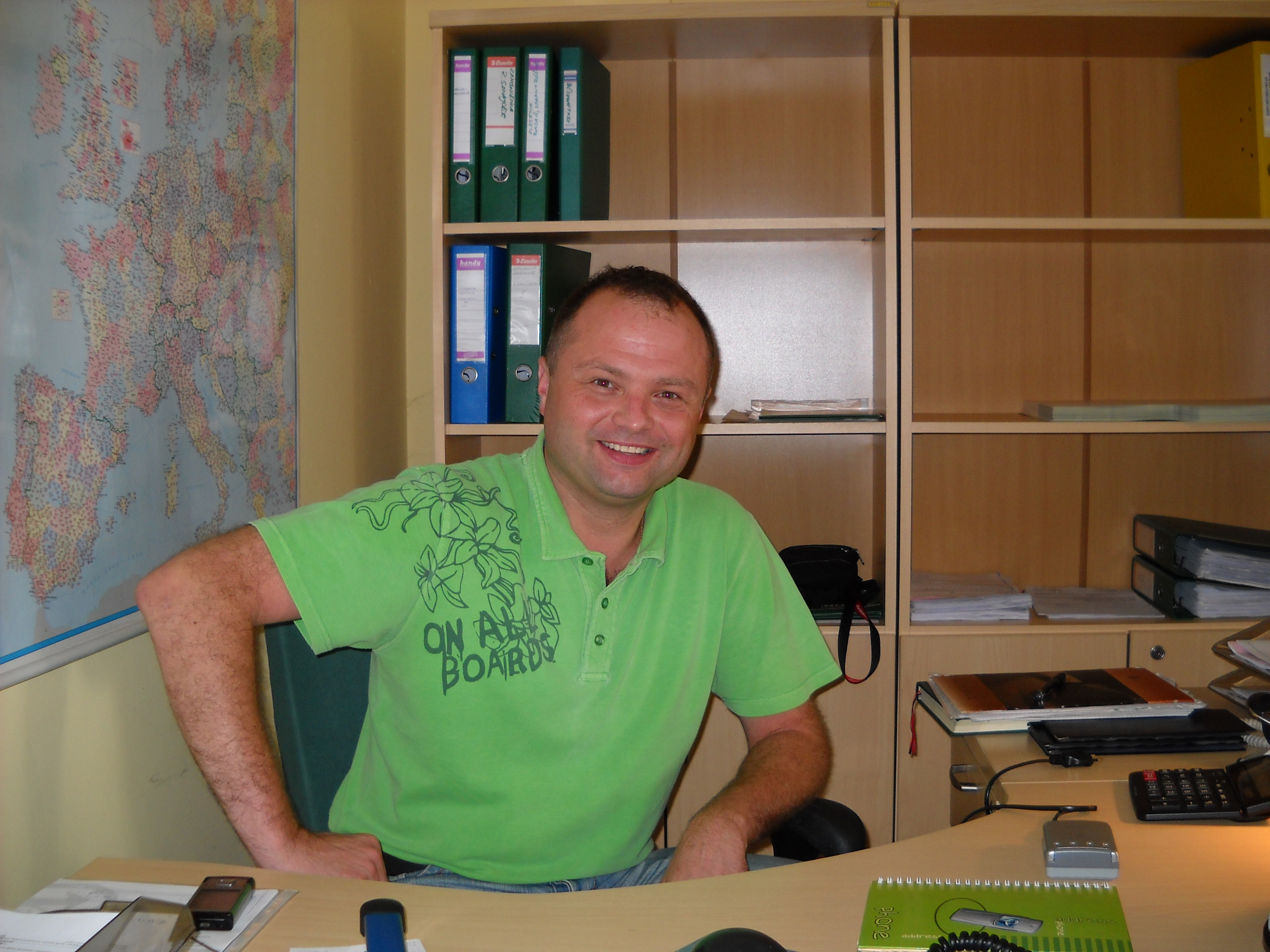
Rafał Sznajder (2009)

Rafał Jerzy Sznajder (* 13. Oktober 1972 in Będzin; † 13. April 2014 in Plowdiw, Bulgarien) war ein polnischer Fechter, der an drei Olympischen Spielen teilnahm. Er gewann jeweils eine Bronzemedaille bei den Weltmeisterschaften im Säbel-Einzel 1997 und 2001.

## Erfolge
Sznajder nahm 1996 erstmals bei den Olympischen Spielen in Atlanta teil und belegte mit der Mannschaft den vierten und im Einzel den siebten Platz. 1997 gewann er bei den Weltmeisterschaften in Kapstadt Bronze im Einzel. 1998 wurde er in Plowdiw Mannschaftseuropameister und gewann bei den Weltmeisterschaften in La Chaux-de-Fonds Bronze mit der Mannschaft. 1999 erfocht Sznajder bei den Weltmeisterschaften in Seoul Silber mit der Mannschaft. Bei den Olympischen Spielen 2000 in Sydney belegte Sznajder mit der Mannschaft den siebten Platz, im Einzel den 22. Platz. 2001 gewann Sznajder bei den Weltmeisterschaften in Nîmes Bronze im Einzel. Bei seinen dritten Olympischen Spielen 2004 in Athen belegte Sznajder im Einzel den vierzehnten Platz.
Bei den Europameisterschaften 2004 und 2005 gewann Sznajder jeweils Silber mit der Mannschaft.
2007 beendete er seine aktive Laufbahn. Er starb im April 2014 nach Ende der Juniorenweltmeisterschaften in Plowdiw, bei denen er als Obmann fungiert hatte.